# Davide Brivio
Davide Brivio (ur. 17 marca 1988 w Mediolanie) – włoski piłkarz występujący na pozycji obrońcy.

## Kariera klubowa
Brivio profesjonalną karierę rozpoczynał we Fiorentinie. Nie zdołał się tam, jednak przebić do wyjściowej jedenastki. Przez dwa sezony zaliczył zaledwie dwa ligowe spotkania w Serie A; pierwsze 15 kwietnia 2006 w meczu z Treviso FC, a drugie 7 kwietnia 2007 w pojedynku z Ascoli Calcio. Licząc na częste występy w pierwszym składzie, w 2007 roku odszedł do drugoligowej Vicenzy Calcio. W nowym klubie szybko wywalczył sobie miejsce w pierwszym zespole, stając podstawowym graczem jedenastki ze stadionu Romeo Menti. Latem 2008 powędrował na wypożyczenie do Genoi CFC, a następnie powrócił do Vicenzy. Od 2010 do 2012 roku był zawodnikiem US Lecce, a następnie dołączył do Atalanty BC.

## Kariera reprezentacyjna
Brivio ma za sobą występy w młodzieżowych reprezentacjach Włoch. Grał w drużynach U-16, U-17, U-18, U-19 i U-20, a obecnie jest członkiem kadry U-21. Łącznie rozegrał już dla nich ponad 30 spotkań. Zaliczył występ na mistrzostwach Europy U-17 w 2005 roku, na których Włosi zajęli trzecie miejsce, a także na mistrzostwach świata U-17, również w 2005, na których odpadli już po fazie grupowej.

## Statystyki
| Sezon     | Klub             | Liga      | Liga  | Liga | Puchar Włoch | Puchar Włoch | Puchar Włoch | Europa    | Europa | Europa | Łącznie | Łącznie |
| Sezon     | Klub             | Rozgrywki | Mecze | Gole | Rozgrywki    | Mecze        | Gole         | Rozgrywki | Mecze  | Gole   | Mecze   | Gole    |
| --------- | ---------------- | --------- | ----- | ---- | ------------ | ------------ | ------------ | --------- | ------ | ------ | ------- | ------- |
| 2005/2006 | ACF Fiorentina   | Serie A   | 1     | 0    | Puchar Włoch | 1            | 0            | –         | –      | –      | 2       | 0       |
| 2006/2007 | ACF Fiorentina   | Serie A   | 1     | 0    | Puchar Włoch | 0            | 0            | –         | –      | –      | 1       | 0       |
| 2007/2008 | Vicenza          | Serie B   | 27    | 0    | Puchar Włoch | 2            | 0            | –         | –      | –      | 29      | 0       |
| 2008/2009 | Vicenza          | Serie B   | 9     | 0    | Puchar Włoch | 2            | 0            | –         | –      | –      | 11      | 0       |
| 2008/2009 | Genoa CFC (wyp.) | Serie A   | 1     | 0    | Puchar Włoch | 1            | 0            | –         | –      | –      | 2       | 0       |
| 2009/2010 | Vicenza          | Serie B   | 37    | 1    | Puchar Włoch | 1            | 0            | –         | –      | –      | 38      | 1       |
| 2010/2011 | Lecce            | Serie A   | 22    | 0    | Puchar Włoch | 2            | 0            | –         | –      | –      | 24      | 0       |
| 2011/2012 | Lecce            | Serie A   | 26    | 2    | Puchar Włoch | 1            | 0            | –         | –      | –      | 27      | 2       |
| 2012/2013 | Atalanta BC      | Serie A   | 20    | 0    | Puchar Włoch | 3            | 1            | –         | –      | –      | 23      | 1       |
| Łącznie   | Łącznie          | Łącznie   | 144   | 3    |              | 13           | 1            |           |        |        | 157     | 4       |